# V-Rally 4
V-Rally 4 es un videojuego de carreras de rally desarrollado por Kylotonn Entertainment y distribuido por Bigben Interactive, para las plataformas PlayStation 4, Xbox One, Nintendo Switch y Microsoft Windows. Es el cuarto videojuego de la serie V-Rally. Su lanzamiento se produjo en septiembre de 2018.

## Modos de juego
El juego ofrece cinco modalidades de juego: Rally, Extreme-Khana, V-Rally Cross, Buggy y Hillclimb.

### Vehículos
V-Rally 4 incluye más de 50 vehículos emblemáticos de diferentes épocas, los cuales disponen de distintas opciones de personalización.

## Desarrollo
El videojuego fue anunciado por Bigben Interactive y Kylotonn Entertainment el 13 de marzo de 2018. El anuncio vino acompañado de un tráiler donde se fecha su lanzamiento para septiembre de 2018. El equipo encargado del desarrollo declaró que la intención es "permanecer fieles a la identidad de la franquicia, que consiguió el apoyo de millones de fans, y lograr un equilibrio perfecto entre sensación, presentación y simulación, al tiempo que ofrece los mejores gráficos y jugabilidad que la tecnología más moderna puede admitir".